# 菊池恵子
菊池 恵子（きくち けいこ、1972年8月5日 - ）は、東海テレビ放送の元アナウンサー。

## 概要
茨城県ひたちなか市出身。清泉女子大学文学部を卒業後、東海テレビ放送にアナウンサーとして入社。「FNN東海テレビスーパーニュース」のアナウンスを2001年から2002年まで務めた。その後レポーターを経て退社。後結婚した模様。現在はアナウンサー職を完全に引退。美人だったため、東海3県では人気があったアナウンサーとして知られている。
趣味はスキューバダイビング。アナウンサー時代は沖縄県でよくダイビングしていた。

## 過去の出演番組
- 報道原人 (2000年)
- FNN東海テレビスーパーニュース（2001年7月〜2002年9月）など